# Francisco Peralta Torrejón
Francisco Javier Peralta Torrejón (nacido en 1965 en La Serena) es un fotógrafo chileno-austriaco. Vive en Viena.

## Vida y obra
El foco de su trabajo es la fotografía de arquitectura, imágenes de la naturaleza, representaciones de ópera, piedras conmemorativas y, ocasionalmente, retratos.
 Trabaja habitualmente con Christian Michelides, especialmente para encargos de ópera. Ha fotografiado en el Teatro Real, el Teatro del Liceo y muchos otros teatros de ópera de Europa. Sus grabaciones han recibido múltiples premios.
Basándonos en diversas fuentes, podemos suponer que también fotografió las óperas estatales de Viena, Berlín, Hamburgo y Múnich, La Scala y el Teatro La Fenice de Venecia, Bolonia, Génova y Trieste, así como en Lisboa, París, Londres, Edimburgo, Glyndebourne, Chicago, Houston, Sídney, Tokio y Pekín.
También trabaja en la Lighthouse Wien y se está formando para ser psicoterapeuta.

## Galería

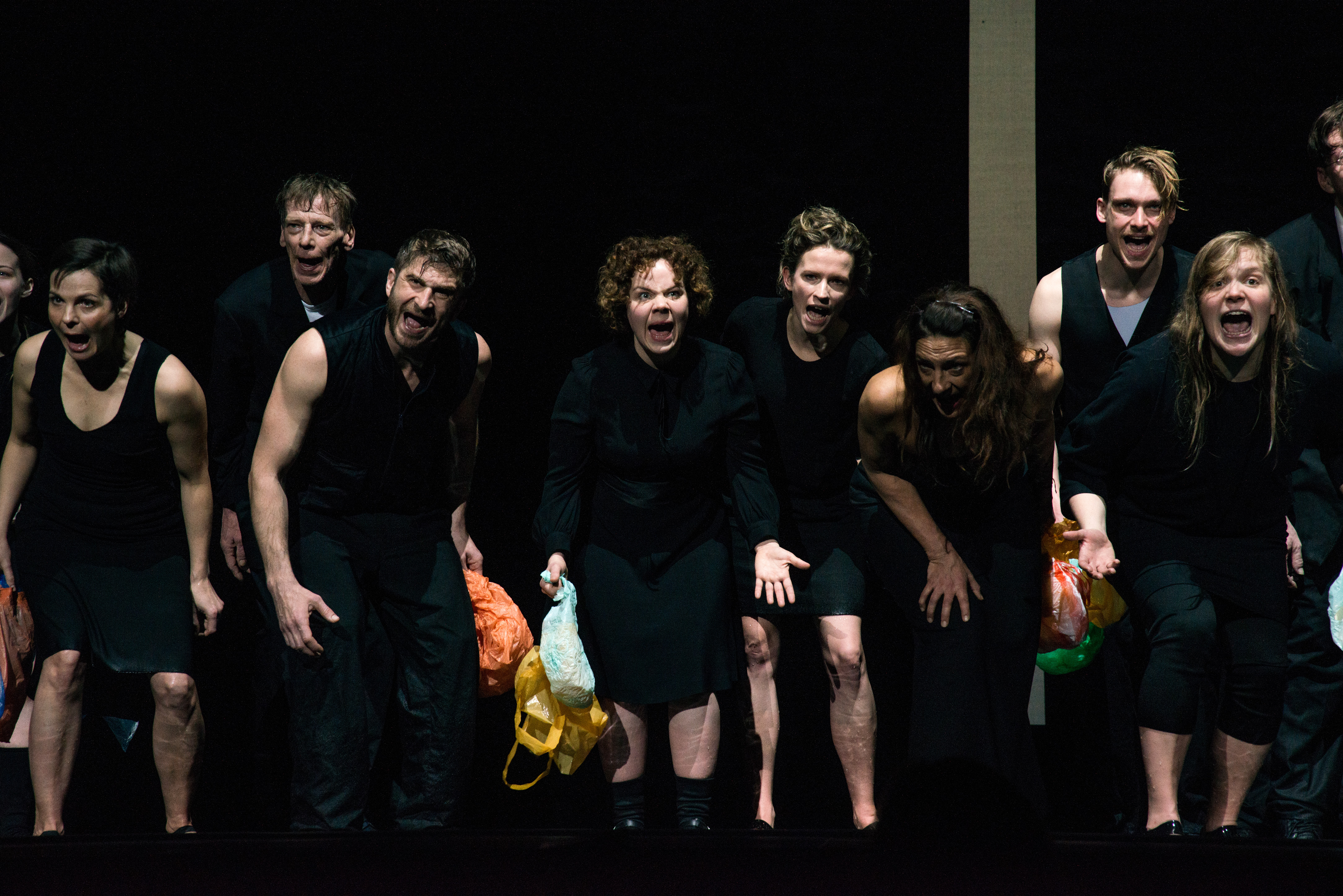
Obra teatral de Elfriede Jelinek en el Burgtheater
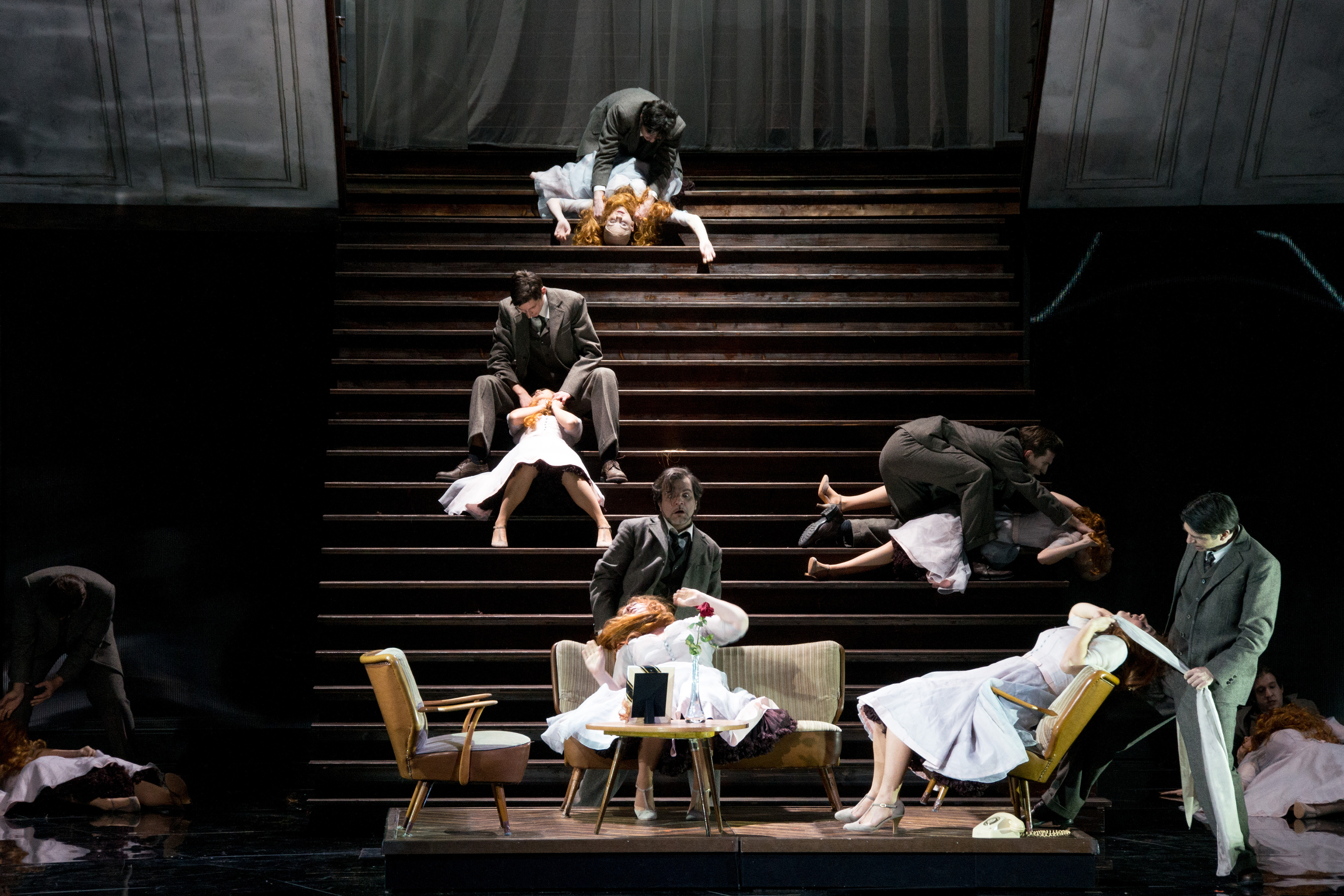
La ciudad muerta Graz
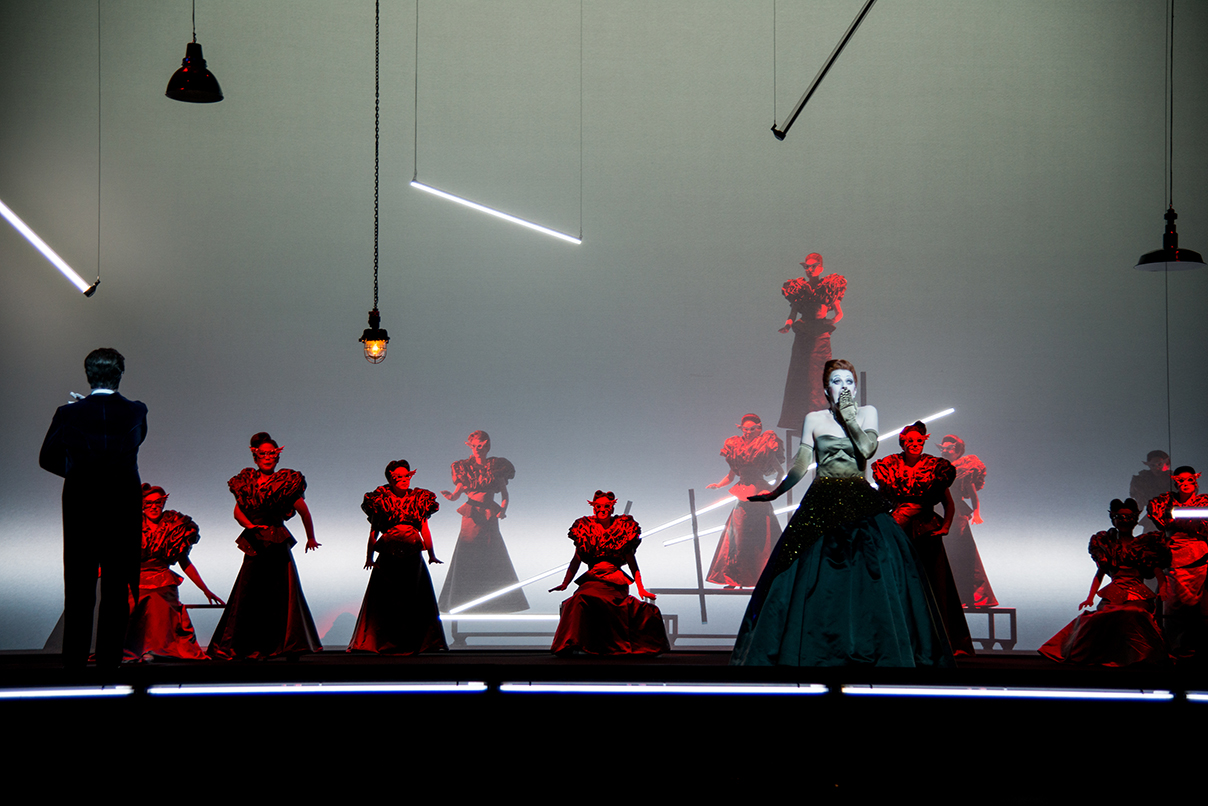
La traviata Linz
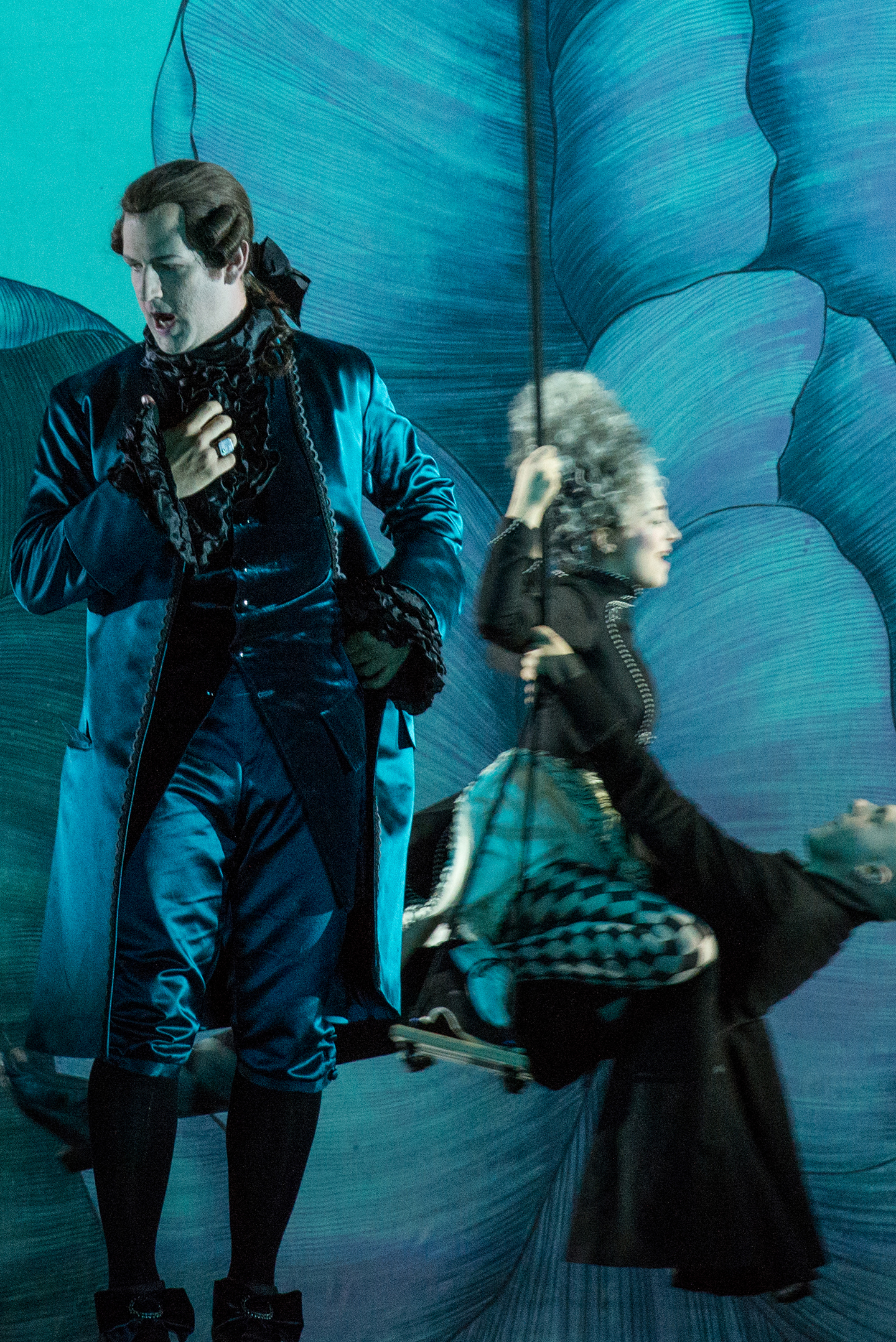
Las bodas de Fígaro Dresde
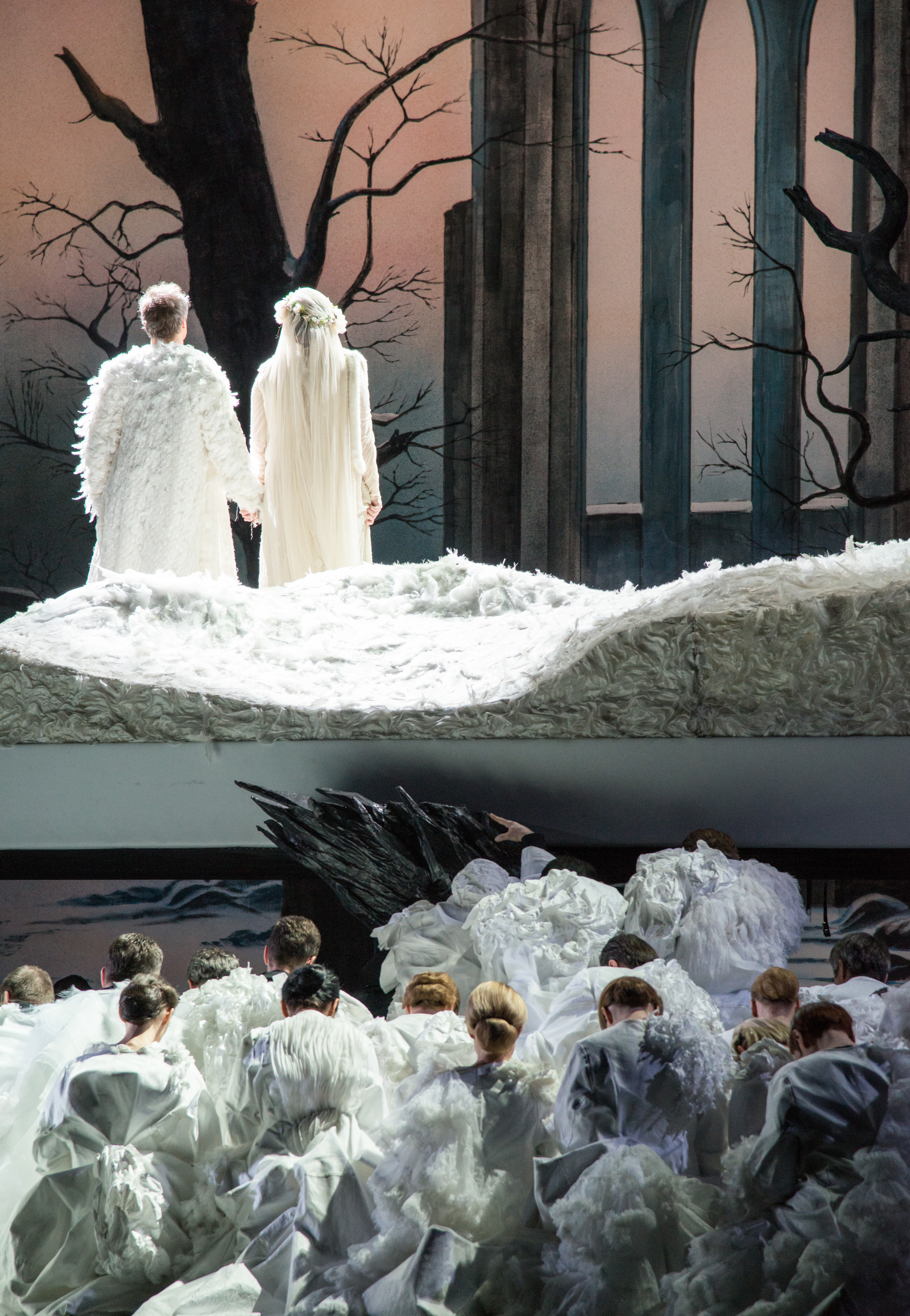
Lohengrin Oslo

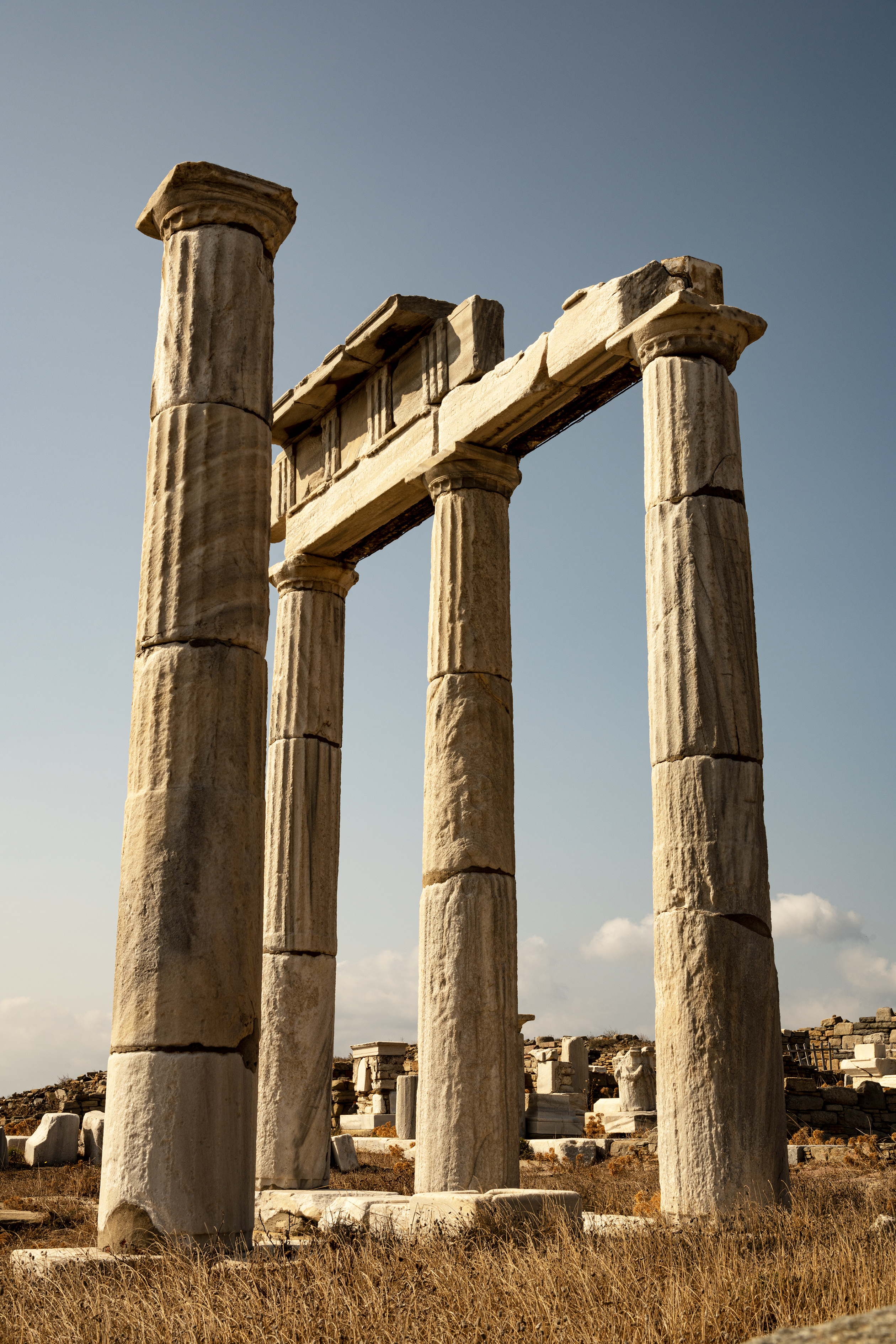
Delos
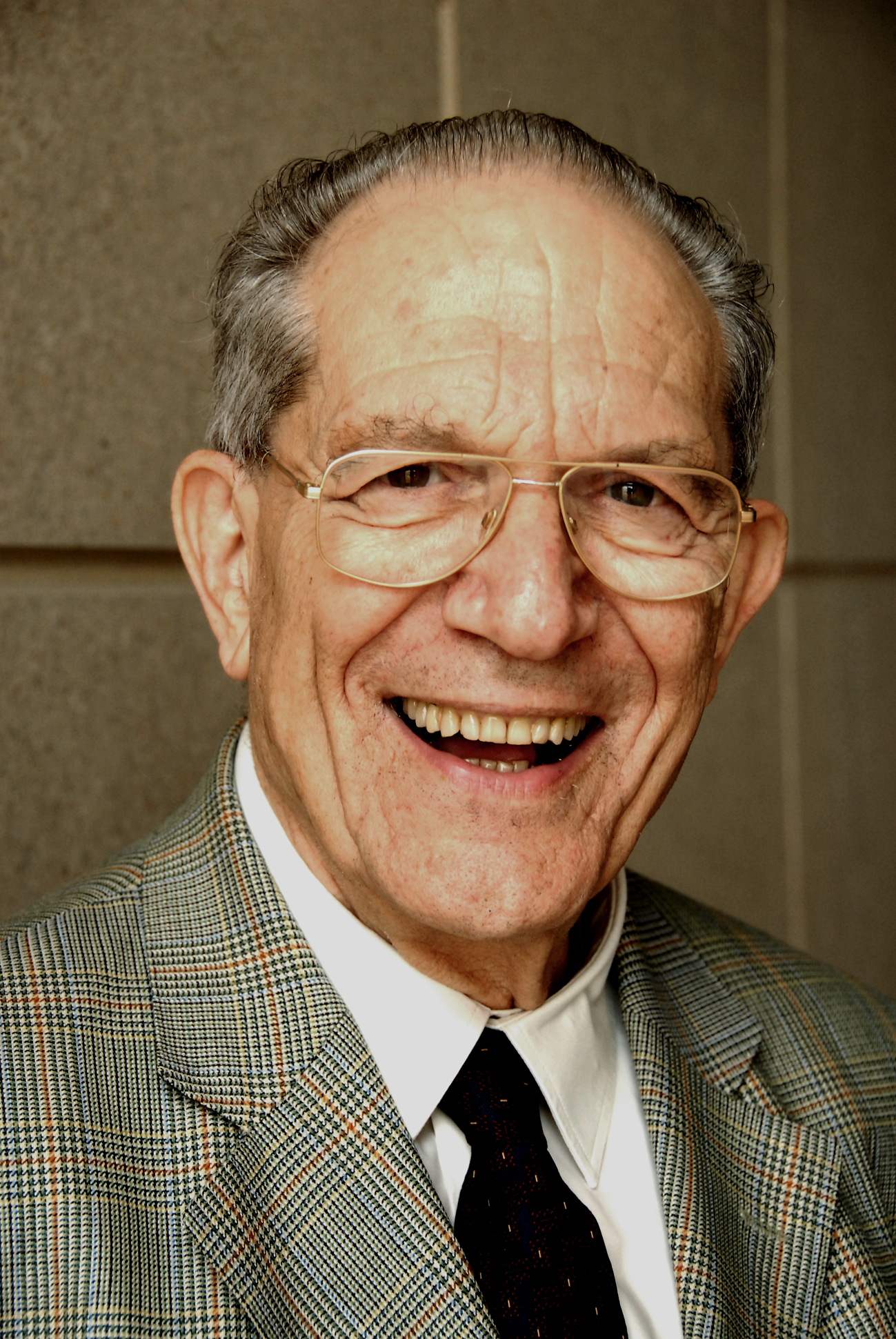
Raymond Battegay
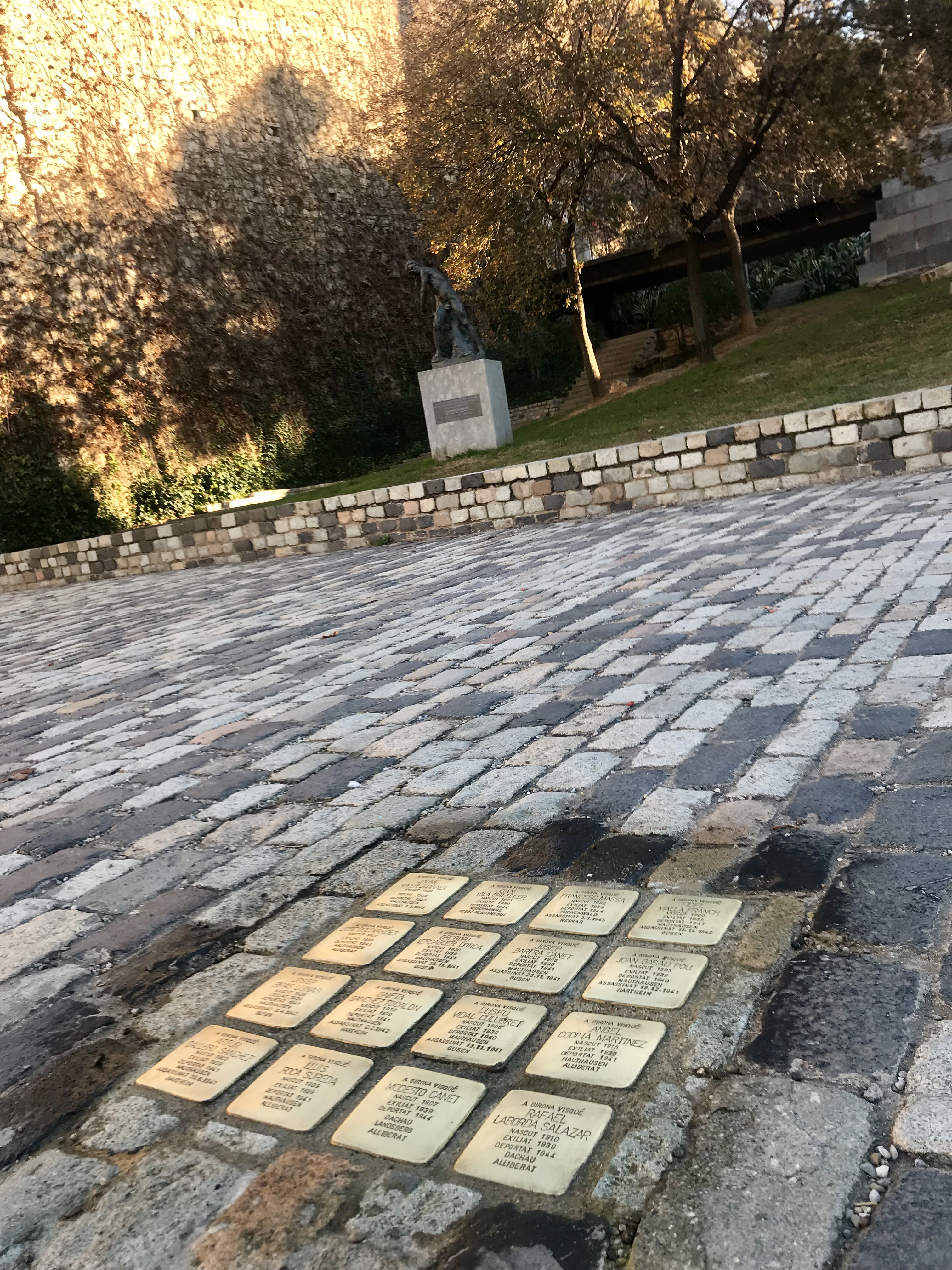
Stolpersteine Gerona
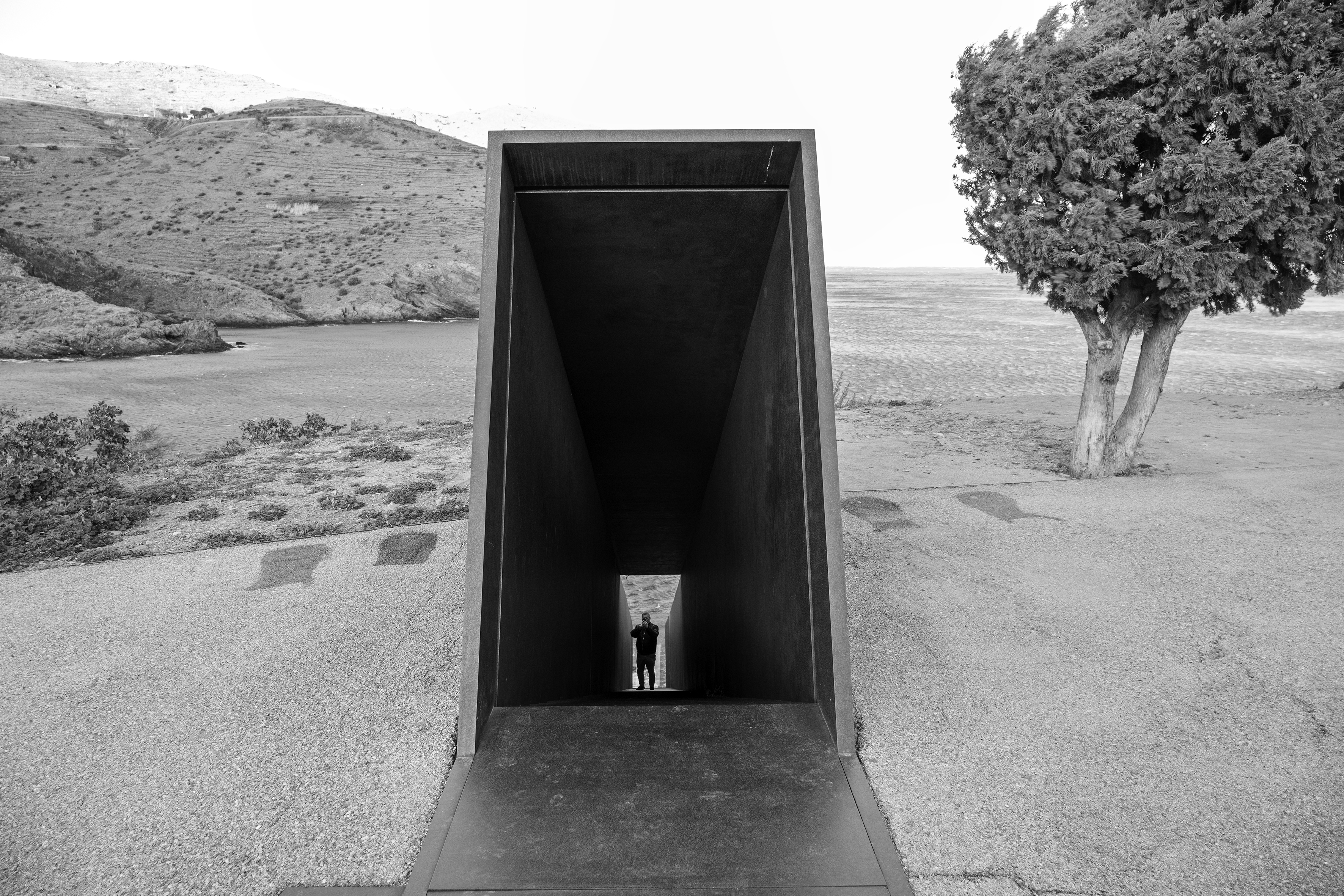
Monumento a los Pasajes

## Internet
- Wikimedia Commons alberga una categoría multimedia sobre Francisco Peralta Torrejón.
- Lighthouse Wien, website